# Космос-557
Космос-557 је један од преко 2400 совјетских вјештачких сателита лансираних у оквиру програма Космос.
Космос-557 је лансиран са космодрома Тјуратам, Бајконур, СССР, 11. маја 1973. Ракета-носач Протон је поставила сателит у орбиту око планете Земље. 